# Martigny-Courpierre
Martigny-Courpierre település Franciaországban, Aisne megyében. Lakosainak száma 135 fő (2022. január 1.). Martigny-Courpierre Bièvres, Bruyères-et-Montbérault, Chamouille, Chérêt, Chermizy-Ailles, Neuville-sur-Ailette és Orgeval községekkel határos.

## Népesség
A település népességének változása:
| Lakosok száma | 115  | 91   | 103  | 111  | 119  | 119  | 124  | 135  | 136  | 135  |
|               | 1968 | 1982 | 1990 | 2006 | 2013 | 2015 | 2017 | 2019 | 2020 | 2022 |